# امبیلیپیتییا
امبیلیپیتییا (به لاتین: Embilipitiya) یک منطقهٔ مسکونی در سری‌لانکا است که در ناحیه راتناپورا واقع شده‌است.